# Way Harong (Air Naningan)
Way Harong is een bestuurslaag in het regentschap Tanggamus van de provincie Lampung, Indonesië. Way Harong telt 2488 inwoners (volkstelling 2010).